# Riánsares
A Riánsares (de río Ánsares) folyó Spanyolország középső részén, Tarancón városától délre található. A Gigüela fő mellékfolyója, mely a Guadiana egyik forrása. 
Hossza 99,26 km, vízgyűjtője 1.501 km². Madridtól mintegy 80, Villarejo de Salvanéstől mintegy 35 km távolságra fut el.

## Útja a Guadianáig
A Riánsares az Altomira-hegységben ered, Tarancón után Alcázar de San Juan közelében éri a Gigüelát, mely aztán Ciudad Real felett Villarubiánál fut a Guadianába. A Guadiana medencéje Madridtól legközelebb Tarancónnál a Riánsares által érhető el, maga a Guadiana még Toledótól is mintegy 100 km távolságnyira van.
Forrása Vellisca közelében van. Tőle mintegy 1 km távolságra északkeletre a Río de la Vega már a Tajo mellékfolyója.

## Mellékfolyók
Fő mellékfolyója a Bedija. Ez Horcajo de Santiagónál éri el.

## Érdekesség
A folyó nevét női névként is használják Tarancónban és vidékén; beceneve: "Rian". Ez a neve a Riánsares-i szűznek, Tarancón védőszentjének.